# مجموعة بولينا
مجموعة بولينا، مجموعة متعددة النشاطات تعد من أكبر الشركات التونسية. ترجع بداياتها لشركة لتربية الدجاج أسسها عبد الوهاب بن عياد في 14 يوليو 1967 مع ستة شركاء برأس مال بلغ 15,000 دينار. أصبحت الشركة مهيمنة على قطاع اللحوم البيضاء في تونس وتزامنا مع ذلك وسعت الشركة مجال أعمال لتشمل قطاعات أخرى. سنة 2000 أنشأت المجموعة في منطقة ياسمين الحمامات مركب «المدينة» السياحي الذي يحتوي على قرية مبنية على الطراز العربي تضم وحدات سكنية، مطاعم، مدينة ترفيهية... في سبتمبر 2007 قامت المجموعة بالتحالف مع مجموعة البياحي بشراء 76,31% من المغازة العامة، المعروضة للبيع من طرف الدولة في إطار الخصخصة في صفقة بلغت 70 مليون دينار. في يونيو 2008 أعلنت المجموعة عن إنشاء شركة قابضة يبلغ رأس مالها 150.000 دينار تونسي للإشراف على جزء من أنشطتها. يتوزع رأس مال الشركة الجديدة على النحو التالي: عبد الوهاب بن عياد وعائلته 40%، محمد بوزغندة وعائلته 22.3%، عبد الحميد بوريشة وعائلته 20.6%، توفيق بن عياد وعائلته 5.7%، عائلة قلال 5%، الهادي البريني 1.9%، بقية المساهمين 4.4%. من المنتظر أن تدرج الشركة الجديدة في البورصة التونسية في يوليو 2008.

## فروع الشركة

شعار المجموعة حتى سنة 2008

تضم الشركة أكثر من 70 فرعا أبرزها:
- شركة المزرعة
- شركة تحويل المعادن
- المعامل الكبرى بالشمال
- سيراميك قرطاج
- شركة تغذية الحيوانات
- ستيبوا
- آستار للإعلامية
- الباساج
- شركة المدينة
- شركة البعث العقاري التعمير
- شركة ألماس